# 의제 2000
의제 2000(영어: Agenda 2000)은 1999년 3월 24일부터 3일간 개최된 베를린 EU이사회(정상회의)에서 타결된 EU 농업 개혁방안이다. EU는 `95년부터 중·동부 유럽의 EU가입에 대비하여 동·서유럽지역의 농업의 통합을 준비하는 새로운 개혁에 착수하였는데, 이는 냉전구조 붕괴후 새롭게 형성된 유럽의 지정학적 조건에 맞추어 공동농업+정책(CAP)을 변화시키려는 것이었다. 이러한 배경하에 착수된 Agenda 2000이 표방하는 공동농업정책 개혁의 필요성은 새로운 시장불균형의 발생에 대한 우려, WTO 뉴라운드대비, EU의 확대, 환경보전형 농업을 추진하는데 있다.

## 기본 방향
Agenda 2000의 기본방향은 `92년 개혁노선의 유지로 소비자부담에 의한 가격지지에서 재정부담에 의한 직접지불로의 이행, 농촌정책의 재편 강화, EU 확대를 고려한 새로운 농업재정분담 규정 제정, WTO 협상 대응책으로 각종 지원방식의 가격과의 연계를 완화하는 것이다.

## 주요 개혁내용

### 경종 부문
경종부문은 현행정책이 계속될 경우 예상되는 EU 15개국의 구조적 생산과잉을 막고 농산물 수출증대를 위해 가격경쟁력을 강화할 필요성에 따라 역내가격을 국제가격수준에 근접시키기 위해 곡물개입가격을 20%인하하고 지지가격인하에 따른 소득손실에 대해 50%정도 직접지불보상으로 인상하며 의무적 휴경은 실시하지 않고 자발적 휴경(5년간 계약)존속시키는 것이다.

### 우육 부문
우육부문의 개혁에 있어서는 지지가격을 30% 인하하고 시장개입(매입)이 아니라 민간재고 조성을 통해 시장가격안정을 달성하고 가격인하에 대한 보상지불을 EU 전체에 일률적으로 지불되는 기본급부와 회원국별로 지불방식을 달리 할 수 있는 추가지불로 구별하여 시행함. 육우 송아지, 거세육우, 육용번식용 모우에 대한 지급상한액 증액과 수유용 모우, 암송아지에 대한 직접지불 신설이 포함되어 있다.

### 낙농 부문
낙농부문의 개혁에 있어 2006년까지 생산할당제 유지, 2000～2003년 기간 동안 지지가격은 15% 인하, 수유용 모우에 대한 직접지불제를 실시하는 것으로 되어 있다.